# トミーカイラ・ZZ
ZZ（ズィーズィー）は、京都府の自動車メーカーであるトミタ夢工場およびGLMがトミーカイラブランドで販売していたスポーツカーである。

## 初代（1997年 - 1999年）
トミーカイラ初のオリジナルスポーツカーとして1995年に発表され、1997年に販売開始。生産はイギリスで行われた。デザインは由良拓也が手がけている。
アルミ製モノコックにFRP製ボディを架装したフォーミュラカー譲りの構造を持ち、車重は710kgと軽量である。エンジンは、当時の日産・プリメーラ等に搭載されたSR20DE型 2.0L 直列4気筒DOHCをベースに、燃料供給を電子制御式燃料噴射からケーヒン製のキャブレターに換装しており、最高出力は185PS、パワーウエイトレシオは3.8kg/PSである。
1999年に販売終了。総生産台数は206台。

## 2代目（2014年 - 2021年）
2012年10月に、京都大学発の電気自動車メーカー「GLM（旧社名・グリーンロードモータース）」によりパワートレインをコンバージョンし電気自動車化されたZZが日本国内認証を取得、その後2013年4月2日に青蓮院にて、オリジナルデザインで一新された車体やデザインが発表された。先述した初代ZZのコンセプトを受け継ぎ、アルミフレームにFRPをかぶっており、アルミのアンダーボディについてもこのEVのZZ（新デザイン）を産むにあたり1から制作。2014年に国内認証を取得し、販売を開始した。開発ドライバーとしてレーシングドライバーの白石勇樹が参加している。
出力は305ps/42.3kgmとなり、パワーウエイトレシオは約2.79kg/psとなっている。0-100km/hは3.9秒で、レクサス・IS FやRC F、ホンダ・NSXよりも速い数値となっている。
また同日より事前予約受付を開始し、その後同月26日に開業されたグランフロント大阪の「ナレッジキャピタル」にある「The Lab.」2階部分にショールームを開設しそこで実車が右写真のように展示されている。また2014年1月28日には都美術館にてお披露目会が催され同月30日より六本木のカーグッズ店「ル・ガラージュ」で展示が開始された。
99台の限定生産で、販売はトミーカイラ正規販売代理店のGTS（京都市）が行っていた。
2017年には帝人が開発した世界初のポリカーボネート樹脂製フロントウインドウを採用。特別仕様車として販売を予定している。
2021年6月末、生産終了。

## ZZII

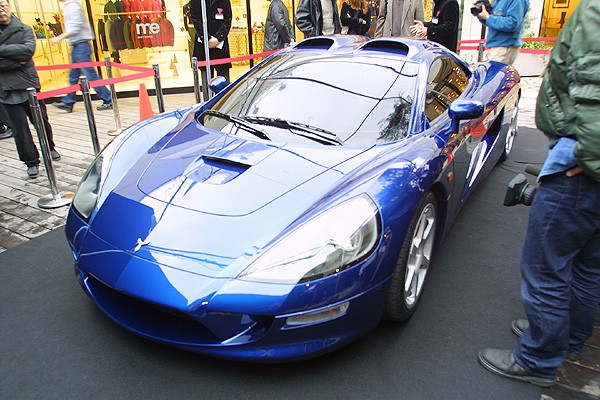
ZZII

ZZII（ズィーズィーツー）はZZに続くオリジナルカー第2弾として計画されたモデルで、2001年9月にドイツのフランクフルトモーターショーで正式公開、2001年10月に量産型発表、2002年4月にデリバリー開始というスケジュールが組まれていた。
ボディデザインはASL・ガライヤやZZ（EV仕様）同様、Design Appleの西田典幸の手による。アルミ押出し材を多用したスペースモノコックと呼ばれるシャシーに、エンジンは日産・スカイラインGT-Rに搭載されているRB26DETTをベースに、トミーカイラが独自に排気量アップやチューンを施した「RB27DETT」をミッドシップ方式で搭載。駆動方式は四輪駆動が基本だが後輪駆動仕様も選択可能で、最高速度は330km/h超を標榜、価格は1,000万円前後を想定していた。またトミーカイラは、このZZIIでル・マン24時間レースに参戦することも視野に入れていた。
2001年夏、カー用品店最大手のオートバックスセブンが、ZZIIの開発などを行っているトミーカイラの開発製造部門を買収してASLを設立。この時点では、ASLの設立はトミーカイラがZZIIの開発費用を獲得する手段のひとつとして考えられており、トミーカイラが行っていたオリジナルカーの開発はASLへ引き継がれる旨の発表がなされていた。しかし、ASL設立以降はZZIIに関する発表はなく、2001年12月にASLより市販第1号として発表されたのはZZをベースとした全く異なるモデルの「ガライヤ」であった。
ZZIIが初めて姿を現したのは翌2002年の東京オートサロンwith NAPACであり、ガライヤの一般公開と同時に展示されていたが、名称はZZIIではなくASL・RS-01と変更されていた。そしてこの時ASLより、ガライヤの開発・発売スケジュールとともに、RS-01は技術開発用車両（プロトタイプ）であり、市販化やレース参戦の予定はないとの発表がされる。
しかし、RS-01に代わって市販が予定されていたガライヤは2005年夏に開発中止となり、ASLも事実上の活動休止状態となった。これによりRS-01の開発も中止となった。
開発中止から5年を経た2010年12月、京都大学発のベンチャー企業・グリーンロードモータース（現・GLM）より、ZZIIの電気自動車（EV）化の計画が発表された。プロジェクト統括責任者として冨田が参加しており、当初の計画とは別の形でZZIIが復活することとなった。
実際に製造されたRS-01の個体はトミーカイラの創始者である冨田義一の手に渡り、フロントのハチドリのエンブレムがトミーカイラの亀のエンブレムに、リアの「ASL」エンブレムが「ZZ」エンブレムに付け替えられて倉庫に保存されており、2014年にはマレーシアで展示された。2017年に京都で展示された際には、富田から5台限定で再生産する計画がある旨の発言がなされた。なお、再生産されるのは元々のRB27DETTを搭載する仕様とされている。
2022年9月に京都市上京区に開業した「トミーカイラ・サロン」にZZIIが常設展示されており、将来的には限定生産とレース仕様車の開発も示唆されている。

## 名前の由来
トミタ夢工場の創業者である富田義一と解良喜久雄が昔から抱いていた「自分たちの手に依るクルマを作りたい」と言う夢を実現した時にはいわば「二人の爺さん」（つまり「爺・爺」）となっていたことが由来。

## リンク
- Tommykaira ZZ（トミーカイラZZ）EV by GLM